# Tiruchendur
Tiruchendur is een panchayatdorp in het district Thoothukudi van de Indiase staat Tamil Nadu. 

## Demografie
Volgens de Indiase volkstelling van 2001 wonen er 29.330 mensen in Tiruchendur, waarvan 50% mannelijk en 50% vrouwelijk is. De plaats heeft een alfabetiseringsgraad van 79%. 

## Foto's

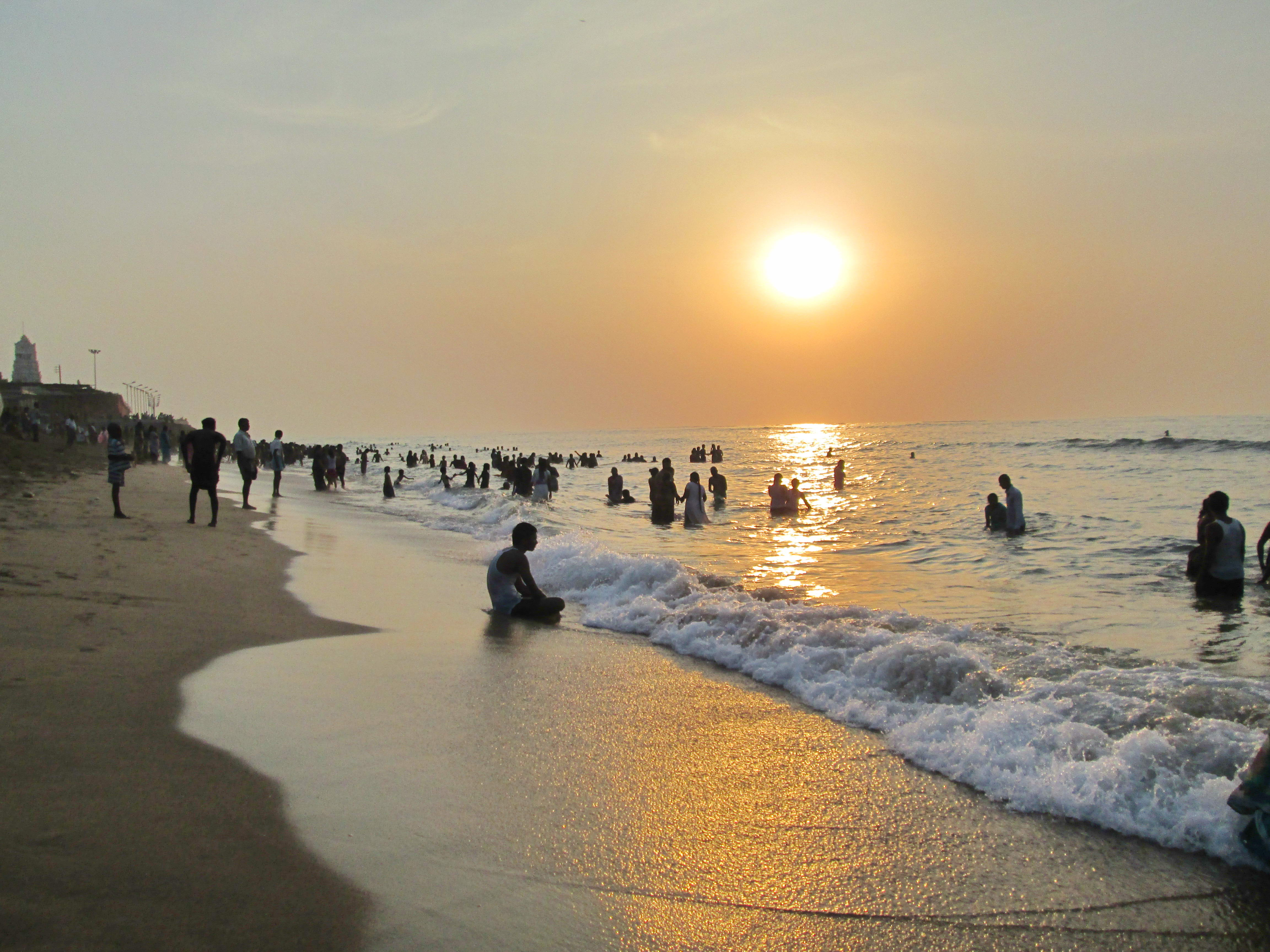
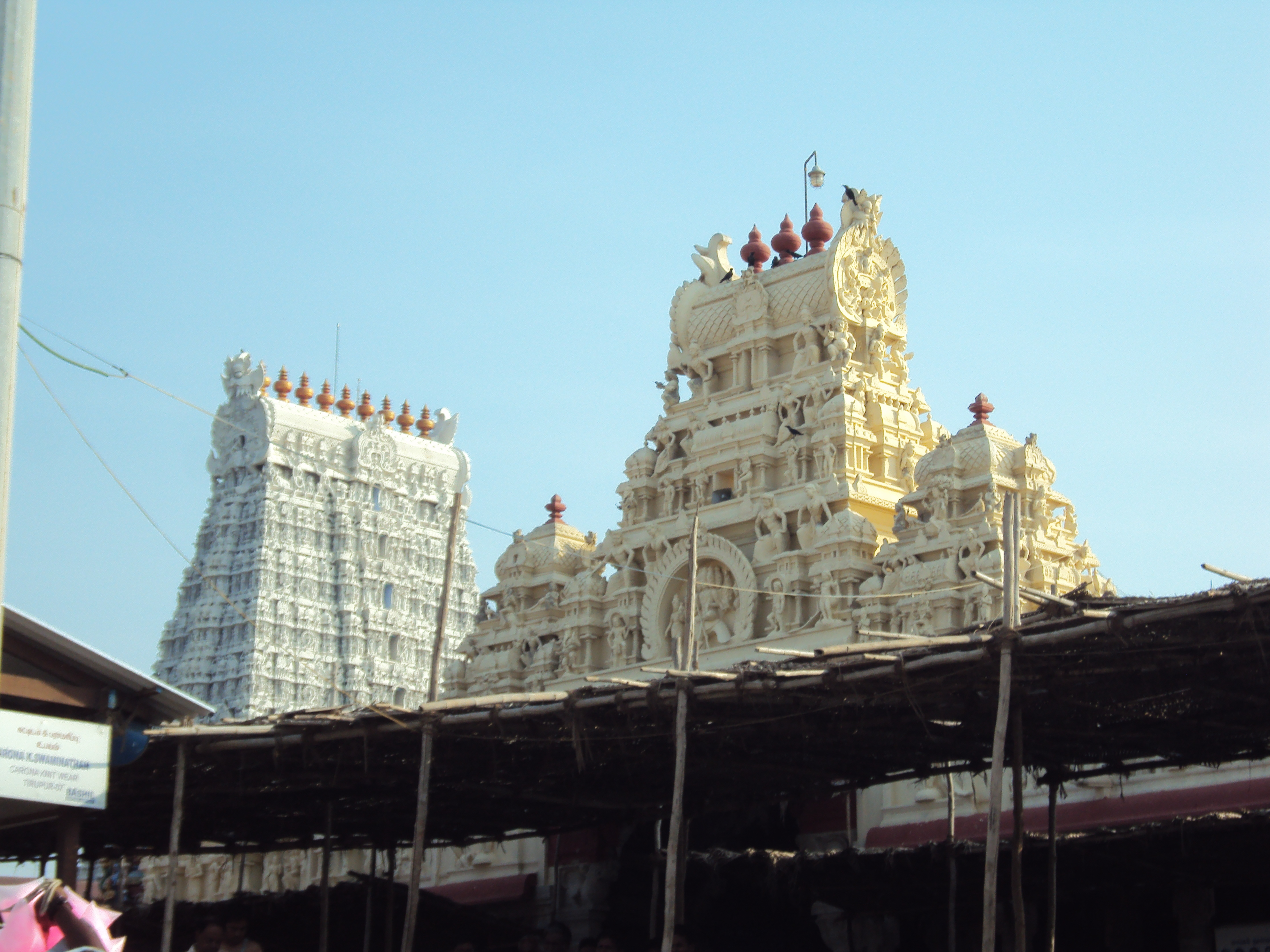
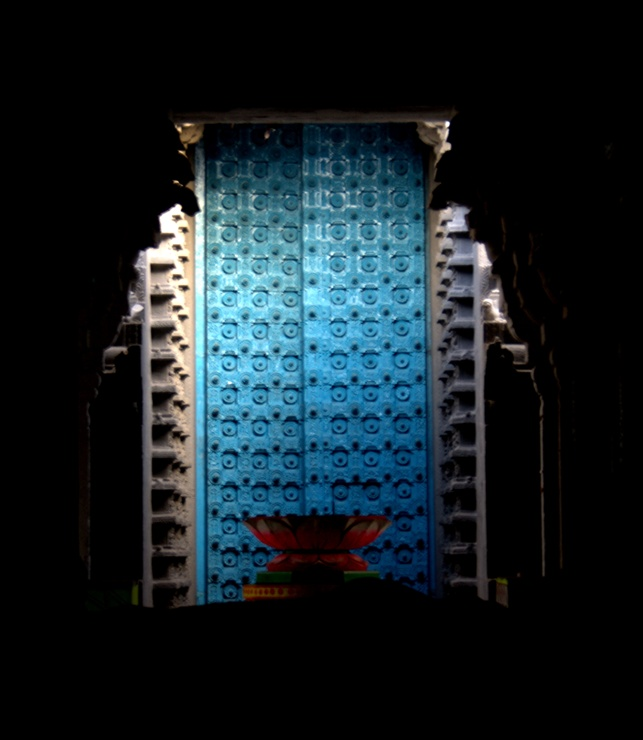
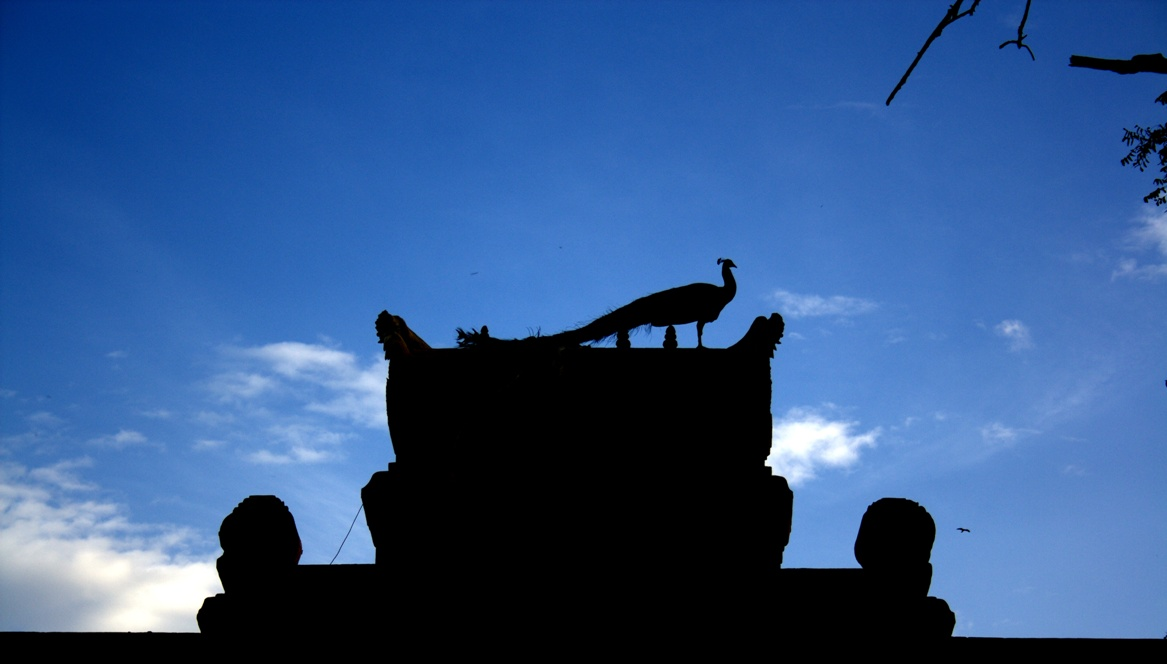
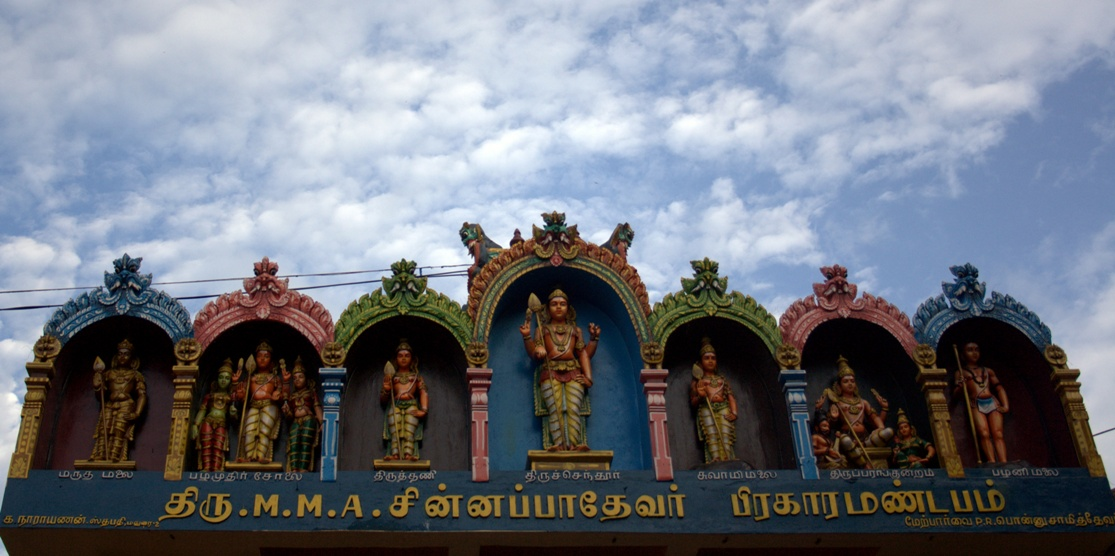